# Anarkisme
Anarkisme (gr. ἀναρχία anarkhia "anarki, fravær af hersker") er den lære, der hævder, at intet menneske skal herske over et andet menneske. En tilhænger af anarkismen kaldes en anarkist.

## Overblik
Det anarkistiske mål, anarkiet, er grundlæggende visionen om et anti-autoritært samfund, hvor ethvert individ har mulighed for at leve og udvikle sig selvorganiseret, selvstyret og mest muligt frit. Hvordan anarkiet i praksis kunne udfolde sig, er der i tidens løb blevet givet mange bud på.
Den traditionelle anarkisme modsætter sig eksistensen af stater og kapitalisme (eller ethvert økonomisk system baseret på (privat) ejendomsret). Staten eller dens funktioner menes at være grundlæggende for autoritære samfund. Kapitalismen menes at være et økonomisk system, der skaber ufrie og ulige mennesker. Dog kendetegnes anarkismen også ved dens radikale kritik af alle former for hierarkisk organisering og undertrykkende og diskriminerende behandling.
En nyere strømning mener, at anarkismen også er den yderste konsekvens af liberalismen, da anarkismen netop tillader det enkelte menneske maksimal frihed. Af samme grund findes der også liberalistiske anarkister, omend den anarkistiske hovedstrømning som regel er antikapitalistisk. Her skal dog særligt hovedstrømningen beskrives. Nederst er en lille indledning til diskussionen mellem denne såkaldte anarko-kapitalisme og den traditionelle anarkisme. Se i øvrigt også anarko-kapitalisme.
Det anarkistiske "fravær af styre" er ikke lig kaos, selvom ordet anarki af folk uden videre kendskab til den anarkistiske ideologi oftest sætter lighedstegn mellem kaos og anarki. Anarki handler simpelthen om, at ingen har ret til at bestemme over en anden person, hvilket i praksis betyder, at alle omfattende beslutninger tages i fællesskab af en lokal sammenslutning af borgere, som udgør styret. De fleste anarkister er derfor i den henseende basisdemokrater.
Den socialistiske gren af anarkismen er også i opposition til de traditionelle kommunister og marxister med hensyn til revolutionær strategi. Hvor marxister ønsker en aktiv magtovertagelse ved hjælp af staten, ønsker anarkisterne en revolution hvor arbejderne styrer slagets gang, det vil sige at magten ikke skal gives til en ny stat, men derimod at den revolutionære stat – den marxistiske måde at se translationen fra kapitalisme til socialisme/kommunisme på – skal springes over, så arbejderne får magten over produktionsmidlerne. Den mest iøjnefaldende forskel på de to ideologiske fraktioner er, at kommunisterne ikke afviser lederskikkelser, heller ikke under Oktoberrevolutionen i Rusland, mens anarkisterne modsætter sig dem og vil bryde med autoritetsprincippet fuldstændig. De betragter magt koncentreret på få hænder som illegitimt og i modstrid med individets ret til frihed og selvbestemmelse.

## Historie
Anarkismens historie kendetegnes først og fremmest ved dens tænkere eller teoretikere.

### Tidlige teoretikere
Mens ordet anarkisme først kom i brug ved det 19. århundredes midte, er begrebet anarkisme så gammelt som den klassisk græske filosofis spekulation over individualismens problem. Som en reaktion mod platonismens kommunisme og statsomnipotens priser allerede den stoiske skoles grundlægger Zeno (342—270) med tydelig anarkistisk tendens det frie statsløse samfund som fremtidsideal. Denne mærkelig selvstændige og dybe tænker udviklede for første gang anarkismens teori. Helt uafhængig af denne filosofiske spekulation finder man et islæt af anarkistiske forestillinger i den ældste kristendoms forventning om et tusindårigt rige ("chiliasmen") samt hos nogle af de mere sværmerisk anlagte "kirkefædre", som Papias, Irenæus, Justinus Martyr. Og dermed forsvinder i henved et årtusind ethvert spor af en tankegang, der kan kaldes anarkisk i sin tendens.
Anarkistisk tankegang dukker først op igen hos den franske mystiker Amalrich fra Bène (ved Chartres) og det af ham stiftede samfund, "Den hellige ånds brødre og søstre", som i begyndelsen af det 13. århundrede med udgangspunkt i den mest radikale subjektivisme proklamerer en på individets absolutte magtfuldkommenhed baseret anarkisme i helt panteistisk ånd. Lignende religiøs-anarkistiske retninger fandt i de følgende århundreder en ikke ringe udbredelse i Sydtyskland, Schweiz og Böhmen og fik i begyndelsen af det 16. århundrede sit kraftigste udslag i forskellige sekter af "gendøbere", som i Kristus så forkynderen af frihed for enhver lovtvang, som benægtede menneskenes afhængighed af hverandre og erklærede fællesskab i kvinder og ejendom som den eneste, en sand kristen, værdige tilstand. Hele denne middelalderlige, vildt fanatiske, religiøse anarkisme savnede ethvert spor af rationel tænkning eller logisk opbygning og synes nærmest at være en frugt af forhungrede sværmeres hallucinationer.

### Godwin
Bortset fra Zeno, hvis socialfilosofiske spekulationer var hans samtid ganske uforståelige og først i 1800-tallet blev trukket frem af glemselen, begyndte anarkismens videnskabelige og litterære historie med en mærkelig dybtgribende undersøgelse af individets forhold til samfundet, anstillet af den engelske præst William Godwin (1756—1836) i hans store værk An enquiry concerning political Justice (1793). Værket havde sine filosofiske forudsætninger i det 18. århundredes naturret, men optog dennes socialfilosofiske og politiske problemer fra nyt af, idet Godwin stærkere end nogen af sine umiddelbare forgængere betonede individualitetens betydning og værd og individets ret lige over for samfundet og dettes magtorganisation: staten. Konsekvent og systematisk udviklet åbenbarede her anarkismens tankegang og samfundsopfattelse sig for første gang med håndgribelig tydelighed. Da Godwin gik ud fra, at menneskene er desto fuldkomnere, jo mere de får anledning til at udfolde deres individualitet, så kom han til den slutning, at enhver regering er et onde, at statens magt er ophavet til alle samfundsonder, og at dens ophævelse er et højst attråværdigt mål. Godwin’s etik var lykkelærens: vi må handle med samfundets vel for øje. Hertil er to ting fornødne: inden for samfundet at afskaffe uretfærdigheden og udad at afværge enhver voldshandling. Men hertil er alt, hvad regering hedder, ganske unødvendig. Ethvert regeringssystem indebærer tyranni. Staten hæmmer blot den enkeltes fri beslutninger og handleevne og dermed også alt fremskridt. Lad blot statsmagten falde: menneskene vil nok også bagefter slutte sig sammen i et samfund, men i disse frie samfund vil ingen tvang herske, end ikke nogen bindende overenskomst lægge den enkeltes handlefrihed i bånd. Det er tilstrækkeligt, at min egen interesse tilsiger mig at fremme andres interesser. Godwin’s bog vakte megen opsigt ved sin fremkomst, men blev snart glemt igen.

### Proudhon
Som et i enkeltheder gennemtænkt, virkelig økonomisk-politisk system fik anarkismen sit store gennembrud først et halvt århundrede efter Godwin ved den franske socialfilosof Joseph-Pierre Proudhon (1809—1865), som også første gang anvendte ordet "anarki" i betydning af en ideel samfundstilstand, hvor statsmagt og statsherredømme ikke skulle findes. Ideen antydes i hans Qu’est ce que la propriété? (1840), i Les confessions d’un révolutionnaire (1849), men særlig indgaaende i Idée générale de la Révolution au XIXe siècle (1851) og i Du principe fédératif (1863). På trods af selvmodsigelser, skiftende standpunkter og hang til paradoksmageri er Proudhon anarkismens egentlige ophavsmand, lige som han er teoriens videnskabelige klassiker og utvivlsomt dens mest glimrende tænker. Proudhon er revolutionært nedbrydende, men samtidig konstruktivt opbyggende. Han nøjedes ikke med at deklamere mod det bestående og overlevede samfund, men søgte at trække grundlinjerne op i sit statsløse fremtidssamfund, hvor frie sammenslutninger, "føderationer", tænkes at overtage den herskende stats funktioner. Disse føderationer kunne, ifølge Proudhon, atter forene sig til et større forbund således, at landbrugs-, industri-, handels-, samfærdsels-, finans-, ja hær- og kulturforvaltning kan komme til at fremtræde med en fuldkommen centraliseret organisation med et øverste forvaltnings- eller ministerråd, hvori de alle er repræsenterede, i spidsen. Thi, indrømmede Proudhon, skal en nation kunne bringe alle sine kræfter til udfoldelse, må disse kræfter centraliseres, kun behøver denne centralisering ikke at være, hvad vi nu forstår ved en stat. I det frie føderative samfund, bygget som det vil være på en "retfærdig" fordeling, vil menneskene beholde det hele udbytte af deres arbejde derved, at dettes produkter udveksles med andre arbejdsprodukter gennem en såkaldt "byttebank", som uden at tage renter nøjes med en minimal provision, at afholde i arbejdsproduktet, idet penge som helt overflødige vil være afskaffede. På grund af det forhold af gensidighed i arbejdsydelser og tjenester, hvori samfundsbankens medlemmer indtræder til hverandre, er Proudhon’s system også blevet betegnet som "mutualisme". Med stor bestemthed hævdede han, at det, han kaldte anarki, ingenlunde er ensbetydende med uorden og tøjlesløshed, men tværtimod med den største orden og harmoni. I stedet for lov skal træde kontrakt. De økonomiske grupper skulle selv forvalte deres anliggender og have deres eget "ordenspoliti".

### Stirner
Samtidig med Proudhon i Frankrig, fik Tyskland sin betydelige teoretiker på anarkismens område i en i livet bortgemt og ubemærket, men højst ejendommelig personlighed, der kaldte sig Max Stirner — et i senere tider berømt navn, bag hvilket den stakkels forhutlede bayerske pigeskolelærer Johann Caspar Schmidt (1806—56) skjulte sig. Stirner var en stejl og iskold logiker, en af lærens mest yderliggående monomaner. Hans bedrift var bogen Der Einzige und sein Eigentum (1844), egoismens højsang. Stirner kan betegnes som "jegets" religionsstifter. Ikke "jeget" som idé, men hvert enkelt individs "empiriske jeg", må være grundlaget og udgangspunktet for al samfundsfilosofi, mente Stirner. Han havde kun ét dogme: det, at "jeg", ethvert menneske, er min egen højeste lov. Uden om mig findes der intet, som kan byde over mig. I kraft af dette postulat anerkendte Stirner ikke noget, som kaldes pligt mod andre, mod samfundet. Da staten er samfundets organiserede magt, er den eo ipso den enkeltes dødsfjende og må som sådan selvfølgelig ikke tåles. Den og alt, hvad dens er, må udryddes, og i dens sted må komme "egoisternes forening", hvilket ikke — som hos Proudhon — vil sige et kontraktforhold i solidaritetsfølelsens ånd, oprettet til fælles bedste, men en helt fri, helt ubunden samvirken af individer, som hver især blot har sin egen fordel for øje. Mennesket kan overhovedet kun fatte og føle, hvad der angår det selv: jeg gør godt mod andre ene og alene, fordi jeg samtidig gør godt mod mig selv. Modsat Proudhon forkyndte Stirner utilhyllet anvendelse af vold for at hidføre de af ham lovpriste ny tilstande. Han var en forløber for "handlingens propaganda". Hans litterære, møjsommeligt udpønsede kraftsatser fandt for øvrigt ingen genklang i samtiden og den nærmeste eftertid, der satte socialdemokratiet på dagsordenen, men efter at Nietzsche’s Zarathustra havde bragt "det amoralske overmenneske" på mode, oplevede Max Stirner’s "Eneste" en genopstandelse (fx i form af en "reklam"-udgave 1892 og senere talrige oversættelser, hvor i blandt til dansk, af Axel Garde med indledning af Georg Brandes, 1902).

### Bakunin
Med Stirner er den egentlige anarkistiske doktrins udvikling afsluttet. Hans efterfølgere, om man kan tale om sådanne i forbindelse med så fuldkommen negative og golde teorier, har ikke formået at sætte virkelig ny ideer under diskussion. Dens filosofi synes at have udtømt sit stof. Desto større betydning fik i 1800-tallet anden halvdel ved at skabe et politisk parti, som inspireres af lærens fanatisme og hensynsløshed. Dannelsen af det internationale anarkistiske parti skyldes den russiske agitator Mikhail Bakunin (1818—1876), som begyndte sin utrolig energiske og følgesvangre propaganda i Schweiz i 1864. Bakunin drev det dog ikke til at anbefale attentat og mord. At give anvisning på denne side af anarkismens aktion var forbeholdt hans discipel, den vilde agitator Sergej Netschajev, som af Bakunin fik i opgave at virke i Rusland, og som der første gang i 1869 forkyndte "handlingens propaganda", det vil sige udøvelse af mord og voldsgerninger, ikke netop i håb om derved at afskaffe den eksisterende samfundsorden — thi selv anarkisterne mente, at dette mål ikke kunne nås på den måde — men væsentlig for at "vække" den sløve almenhed og sætte skræk i samfundet ved enkeltstående, opsigtsvækkende og så vidt mulig følgesvangre mord. Denne samfundsfjendlige lære er aldrig senere blevet opgivet, og en lang række af blodige ugerninger mod fremstående personer så vel som almindelige mennesker har lige til nutiden været følgen.

### Kropotkin
Sin betydeligste efterfølger fik Bakunin i den russiske videnskabsmand, fyrst Peter Alexejevitsch Kropotkin (f. 1842), som i talrige skrifter har uddybet anarkismens samfundsopfattelse og begrundet dens politiske aktion. De vigtigste af disse skrifter er Paroles d’un révolté (1885) og La conquéte du pain (1892). Kropotkin var vist nok en højt stræbende idealist, en kundskabsrig og skarpsindig tænker og en ved sin ejendommelige skæbne og vindende egenskaber fængslende personlighed. Men han beherskedes af sine doktriners alt overskyggende fanatisme og så rødt, når han arbejdede i deres tjeneste. Kropotkin var anarkismens største åndelige kraft i tiden omkring 1. verdenskrig, og hans indflydelse var international. Kropotkin repræsenterede den kommunistiske anarkisme, som satte sig som mål at befri såvel fordelingen (og dermed konsumtionen) som produktionen fra kapitalismens herredømme. Spontane grupper og associationer skulle afløse den, og som den etiske optimist, han var, mente Kropotkin, at misligheder og sammenstød her under vil være udelukkede, fordi de anarkistiske gruppemedlemmer vil være besjælede af en ganske anderledes høj moral og solidaritetsfølelse end den, man kendte i det samtidige samfund. For at nå frem til anarkiet, må menneskeheden, mente Kropotkin, gå gennem revolutionen. "Handlingens propaganda" mod magtens indehavere og misbrugere vil vist nok være en smertelig, men nødvendig og fra højere synspunkt berettiget aktion. Denne opfattelse turde være den i samtiden herskende blandt anarkismens tilhængere i de slaviske og romanske lande. Vist nok vil den sociale og anarkistiske revolution "komme af sig selv", men, tilføjede Kropotkin og hans meningsfæller, det er de årvågne og dristige ånders sag at forberede den og påskynde dens komme. Og det sikreste middel hertil er sådanne handlinger, som slår til lyd for oprørsånden. En virkelig dåd, hævdede Kropotkin, er mere værd end 1.000 brochurer, men handlingen må være af politisk natur, forbrydelse i og for sig er ham en vederstyggelighed. Det ses således, at også for anarkisterne helliger hensigten midlet.
Kropotkin var anarkismens popularisator. Ingen har som han forøget dens rækker. Ved siden af ham betød hans eftersnakkere intet. En af dem, André Lorulot, gjorde et forsøg på at sammenfatte den hele lære til et filosofisk-politisk system (Les théories anarchistes i den af A. Mater redigerede Collection des doctrines politiques, Paris 1913), men det forblev temmelig ubemærket, endog blandt anarkisterne selv og er næppe blevet kendt uden for Frankrigs grænser.

## Anarkistiske retninger
Der findes et utal af forskellige anarkistiske retninger, der afviger teoretisk fra hinanden. De vigtigste af dem figurerer i nedenstående liste:
- Anarko-kommunisme
- Mutualisme
- Kollektivistisk anarkisme
- Individualistisk anarkisme
- Grøn anarkisme
- Anarko-primitivisme
- Anarko-syndikalisme
- Kristen anarkisme
- Anarka-feminisme

## Anarkisme i forhold til liberalisme
Anarkokapitalisme er en gren af liberalismen, som modsætter sig eksistensen af en stat. I modsætning til de traditionelle anarkister går den liberale anarkisme stærkt ind for den private ejendomsret, som ses som grundlæggende for enhver 'ret'.